# راي كولينز (ممثل)
راي كولينز (بالإنجليزية: Ray Collins)‏ مواليد 10 ديسمبر 1889 في ساكرامنتو، الولايات المتحدة - الوفاة 11 يوليو 1965 في سانتا مونيكا، الولايات المتحدة، هو ممثل أمريكي بدأ مسيرته الفنية سنة 1902. ظهر في قرابة 75 فيلما. امتدت مسيرته الفنية لأكثر من 62 عاما.

## الأعمال
- المواطن كين (1941)
- مدام كوري (1944)
- اتركها للجنة (1945)
- أجمل سنوات العمر (1946)
- العازب وبوبي سوكسر (1947)
- الوريثة (1949) (بدور: جيفرسون ألموند)
- بيري ماسون (1957)

## روابط خارجية
- راي كولينز على موقع IMDb (الإنجليزية)
- راي كولينز على موقع الموسوعة البريطانية (الإنجليزية)
- راي كولينز على موقع قاعدة بيانات برودواي على الإنترنت (الإنجليزية)
- راي كولينز على موقع قاعدة بيانات الأفلام السويدية (السويدية)
- راي كولينز على موقع إن إن دي بي (الإنجليزية)
- راي كولينز على موقع ديسكوغز (الإنجليزية)
- راي كولينز على موقع قاعدة بيانات الفيلم (الإنجليزية)